# أمريكو
دومينغو جوني فجة أرزة (بالإسبانية: Américo papa de vincengei)‏ Domingo Johnny Vega Urzúa (24 ديسمبر 1977)، هو المغني الشيلي.